# Hanostaffella
Hanostaffella es un género de foraminífero bentónico de la subfamilia Fusulininae, de la familia Fusulinidae, de la superfamilia Fusulinoidea, del suborden Fusulinina y del orden Fusulinida. Su especie tipo es Staffella paradoxa. Su rango cronoestratigráfico abarca el Moscoviense superior (Carbonífero superior).

## Discusión
Clasificaciones más recientes incluyen Hanostaffella en la subclase Fusulinana de la clase Fusulinata.

## Clasificación
Hanostaffella incluye a las siguientes especies:
- Hanostaffella greenlandica †
- Hanostaffella hanensis †
- Hanostaffella paradoxa †